# Famille Toth alias Soky
La famille Toth alias Soky est le patronyme d'une famille subsistante de la noblesse hongroise anoblie en 1647 et ayant vécu en Haute-Hongrie.

## Histoire de cette famille
Paulus Toth, son fils Andras et son frère Joannes ont été anoblis par lettre patente le 11 juin 1647 par le roi Ferdinand III. Cet acte est publié le 3 décembre 1648 à Nitra.

## Membres notables
Certains membres de cette famille se sont distingués militairement : 
- Ludovicus "Lajos" Toth : Lieutenant de l'armée royaliste durant la Révolution hongroise de 1848. Décoré pour la prise du château de Buda aux révolutionnaires en 1849[3].